# Jacques Doriot
Jacques Doriot (Bresles, 26 de septiembre de 1898 – Mengen, 22 de febrero de 1945) fue un político francés. Inicialmente comunista, luego devino en un fascista que fundó el colaboracionista Partido Popular Francés.

## El comunista
Obrero metalúrgico, de notable altura física, fue secretario general de las Juventudes Comunistas de Francia. Condenado por su postura contra la guerra del Rif, salió de prisión gracias a ser elegido diputado por Saint-Denis en 1924, ciudad de la que se convirtió en alcalde en 1930. Fue expulsado del Partido Comunista Francés el 27 de junio de 1934 por haber querido organizar el Frente Popular con dos años de antelación, lo que en esa época era rechazado por Moscú. Se opuso a la política de Maurice Thorez y de la Komintern.

## El colaboracionista
Fundó el Parti Populaire Français (Partido Popular Francés, PPF) y el diario La Liberté en 1936, tomando posición contra el Frente Popular.
Partidario del colaboracionismo, participó en la fundación de la Legión de Voluntarios Franceses contra el bolchevismo (LVF) y combatió en el frente ruso junto a los alemanes.
Según un procedimiento judicial, sus partidarios habrían asesinado a Constant Chevillon el 25 de marzo de 1944.
Se refugió en Alemania en 1944, e intentó organizar un Comité de libération française; murió al ser ametrallado su vehículo por dos aviones, posiblemente alemanes. Según algunas teorías, habría sido víctima de divergencias entre los nazis.

## Los años comunistas

### Los inicios de su carrera política
Jacques Doriot nació el 26 de septiembre de 1898 en Bresles, en el departamento del Oise, en una familia obrera: su padre era herrero, y su madre, costurera. Empezó a trabajar en una fábrica a la edad de 15 años, y posteriormente encontró un empleo en una lechería vecina. En 1915, con 17 años de edad, se instaló en Saint-Denis y trabajó en varias fábricas como obrero metalúrgico. En 1916, se afilió a la sección local de las Juventudes Socialistas de Francia que compartían las ideas pacifistas de la minoría de la SFIO. Vivía pues en un medio obrero hastiado de la guerra.
En abril de 1917 fue movilizado, y en 1918 su unidad fue diezmada en la batalla del Chemin des Dames. Fue condecorado con la Cruz de Guerra por haber transportado a un camarada herido, pero se vio igualmente condenado a un mes de prisión por indisciplina, lo que ilustra su actitud a la vez rebelde y solidaria.
Tras su desmovilización en 1920, año en el que ingresó en el Partido Comunista Francés, regresó a Saint-Denis y se unió a los partidarios de la Tercera Internacional en el seno de la SFIO. En otoño, las Juventudes Socialistas se vincularon a la Internacional de la Juventud Comunista, y Doriot es elegido para su Comité Nacional. Marcado por la guerra y sin lazos familiares, Doriot se convertiría en un revolucionario profesional. De 1921 a 1923, representó a las Juventudes Comunistas Francesas en Moscú, ante la Internacional de la Juventud Comunista. Durante su estancia en la Unión Soviética, estudió sobre la agitación y redactó textos de propaganda. Viajó mucho, tomó la palabra en numerosas reuniones políticas, y conoció a Lenin, por quien llegó a sentir gran admiración. A su regreso a Francia en 1922, quedó al frente de las Juventudes Comunistas Francesas. Bajo su dirección, se convirtieron en un instrumento de bolchevización del Partido Comunista Francés (PCF) que se mantenía fuertemente marcado por el modelo socialista. En 1923, Doriot, que entonces tenía 25 años, fue condenado a un año de prisión por haber escrito una serie de artículos llamando a los soldados a la desobediencia. En 1925, los efectivos de las Juventudes Comunistas alcanzaron su nivel más alto en toda la década.

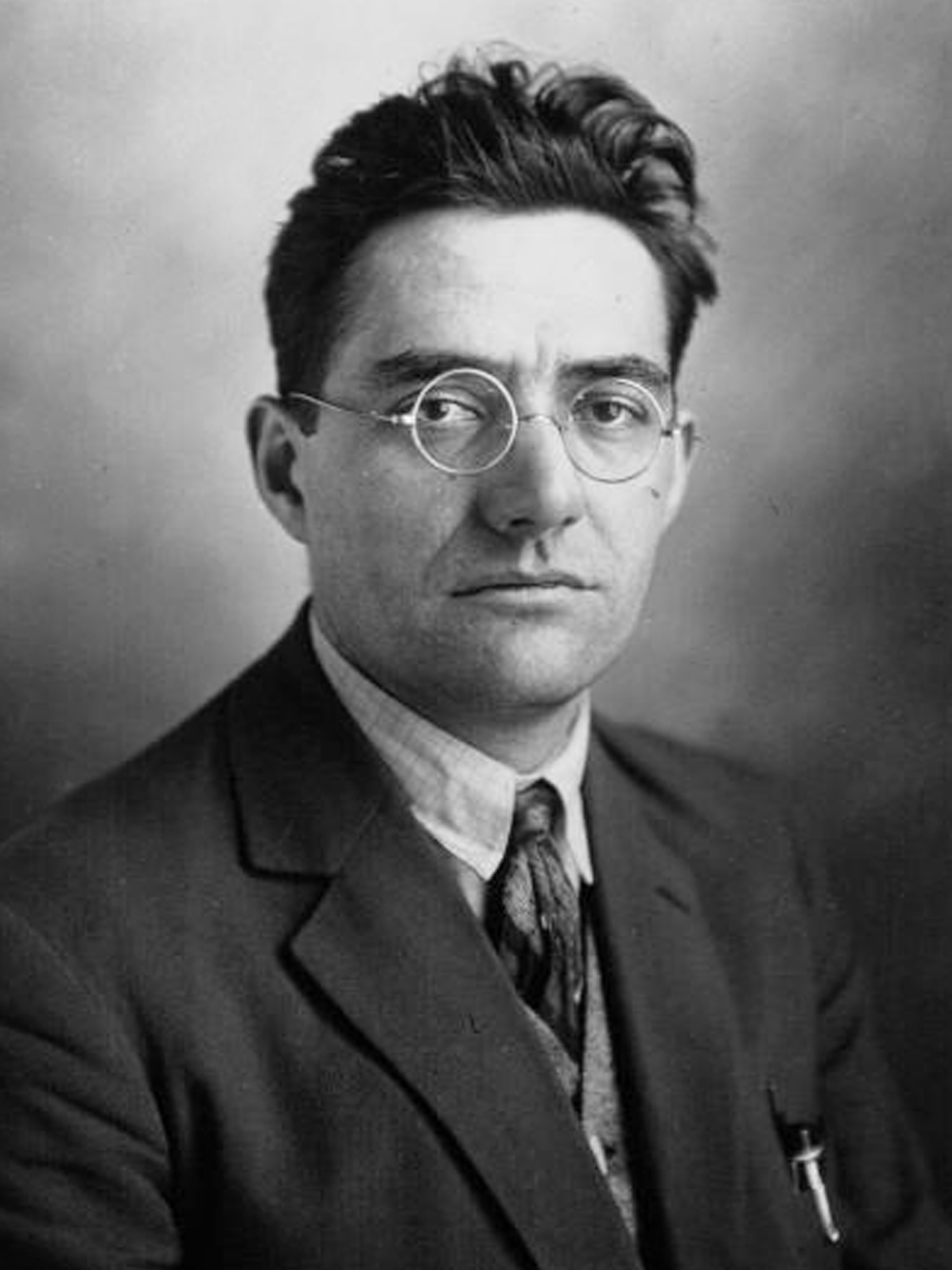
Fotografiado en 1929

Doriot gozaba en esa época de una gran popularidad en el PCF, apareciendo como un elemento prometedor. Su carrera política alzó el vuelo en esa época. Doriot era muy ambicioso, pretendiendo alcanzar cargos directivos, pero la Internacional no le concedió la posición a la que aspiraba. Se replegó entonces hacia el PCF, en el que mantuvo su influencia y era apreciado, comenzando a separarse de la dirección de la Internacional Comunista. Del devoto militante bolchevique que fue, se transformó progresivamente en un político hábil y calculador. Sus relaciones con el grupo dirigente eran tensas, debiendo enfrentarse a un rival como Maurice Thorez. En 1931 Doriot fue elegido alcalde de Saint-Denis. De los dirigentes comunistas franceses, Doriot es uno de los más versados sobre los temas de política internacional: portavoz del Partido, denunció el tratado de Versalles y el imperialismo francés, proclamó el derecho de los pueblos a la autodeterminación, incluyendo las regiones fuertemente hermanas de Alsacia y Lorena.
A partir de la década de 1930, el nazismo y el comunismo crecieron. Doriot tuvo ocasión de acudir a Alemania para llevar al Partido Comunista de Alemania el apoyo del PCF, y observó allí el éxito del Partido Nazi. Entre los años 1932 y 1934, el PCF declinó tanto en fuerza como en influencia. En las elecciones legislativas de 1932, mientras que el comunismo sufría un retroceso importante, Doriot obtuvo una franca victoria, aunque fue el único comunista elegido en primera vuelta. Aprovechó el éxito para trasladarse a Moscú y presentar allí un balance severo del estado del Partido. Aprovechó así su éxito personal para obtener la dirección de toda la región parisina, lo que representaba un tercio de los efectivos del PCF, pero la Komintern no le otorgó satisfacción. En efecto, las ambiciones de Doriot y su búsqueda de intereses personales se transparentaban en su discurso, lo que le convertía en una persona poco de fiar a los ojos de dirigentes desconfiados. Doriot quiso quedarse en el movimiento comunista, quiso también obtener la dirección del PCF, pero para ello dependía de la Internacional. Mostró su conformidad hacia ésta, y buscó obtener sus favores, pero no refrenó su afirmación de identidad y de independencia. Rechazaba ser un peón de la Internacional y prefería el estatus de socio, con lo que la situación era pues tensa. A ello se añadía el establecimiento de la dictadura de Adolf Hitler, y el hundimiento del Partido Comunista Alemán, lo que representaba para la Internacional la mayor derrota de su historia.
En el seno del Partido Comunista Francés, Doriot sufrió pues problemas provocados por sus ambiciones frustradas. Se sentía incómodo, habría querido a llegar a dar al Partido una nueva orientación, y ello provocó tensiones con los dirigentes.

### Divergencias con la Komintern
En 1933, se inician conversaciones entre los socialistas de la SFIO y los comunistas para organizar discusiones públicas sobre el tema de la unidad obrera, pero éstas se rompen, lo que reprueba Doriot, que querría crear un frente común. De hecho, Doriot quiere explotar la debilidad de la SFIO que acaba de excluir a su ala derecha neosocialista y a su ala de extrema izquierda, la Action socialiste. Su objetivo es el acercamiento entre ambos partidos, para que el comunismo recupere su influencia. La Internacional Comunista rechaza su proposición, que juzga como oportunista. Doriot insiste en su proposición de cambio de táctica demostrando las ventajas que podrían derivarse de ello: las proposiciones de frente único que pretende enviar a la dirección socialista permitirían ampliar la escisión de la derecha y atraer al PCF al grupo de Action socialiste. Y, sobre todo, el acercamiento a los socialistas permitiría al PCF ponerse al frente del movimiento de masas antifascista. Pero la Internacional continúa rechazando esta propuesta y Thorez recuerda que el Partido Socialista es un enemigo. En efecto se consideraba a los socialistas como debilitadores de la lucha de clases en tanto que colaboradores con la burguesía.
Doriot se exaspera por la rigidez de la Komintern. En 1934, denuncia la amenaza fascista que se pone de manifiesto con los disturbios del 6 de febrero. Vuelve a cuestionar a la dirección del Partido y pide la formación de una coalición con los socialistas para combatir esta amenaza. De hecho percibe, al igual que muchas personas de la izquierda, que la división entre socialistas y comunistas juega en favor de Adolf Hitler y desea evitar que se cometa el mismo error en Francia. Pero esta llamada para cambiar la línea de conducta es considerada como una falta a la disciplina de Partido por Thorez y por la Komintern. Thorez se sirve entonces del diario L'Humanité para empañar la reputación de Doriot y deformar su posición. Doriot reacciona: el 8 de febrero de 1934 aprovecha la reacción de la izquierda frente a los disturbios del 6 de febrero de 1934 para negociar con los responsables de la SFIO en Saint-Denis, sin hacer caso de las órdenes del PCF. Toma parte en la creación del Comité de Vigilancia Antifascista de Saint-Denis, que se constituye entre los comunistas y representantes locales de la SFIO y de la CGT.
Como reacción, Thorez organiza una reunión de los responsables comunistas de París para hacer volver a Doriot al redil. Aprovecha una votación sobre la controversia sobre la política del Partido, en la que la mayoría de delegados se pronuncia en favor de la línea de conducta oficial. Como protesta ante este fracaso, Doriot decide dimitir como alcalde de Saint-Denis. El 11 de abril, redacta una carta a la Komintern para exponer de nuevo su voluntad de unir a socialistas y comunistas frente al fascismo. Va incluso más allá, al presentar un proyecto alternativo coherente, que deja a un lado la revolución del proletariado y busca alcanzar el poder mediante una política basada en la colaboración entre las clases. La Internacional convoca a Doriot a Moscú, pero éste rechaza acudir. En junio, la Internacional adopta la política de alianzas con la izquierda, lo que era antaño considerado una herejía. Pero el rechazo de Doriot en acudir a Moscú, sus desobediencias y sus ambiciones a la dirección del PCF no serán toleradas. Durante el Congreso anual en junio de 1934, Thorez propone la expulsión de Doriot del Partido y esta moción es aprobada por unanimidad.
Esta expulsión provoca un desgarramiento en Doriot, pero especialmente una enorme cólera y sed de venganza hacia la dirección del Partido Comunista Francés. Se mantiene en el juego político, pero teme verse ninguneado por la colaboración que se va a producir entre los dos grandes partidos obreros. Como reacción Doriot decide entonces profundizar en la unidad obrera; el 5 de julio de 1934 propone la consigna «una sola clase, una única CGT, un único partido». Para difundir sus puntos de vista, utiliza el diario que dirige, L'Émancipation nationale. Busca crear un partido de síntesis, pero rechaza la fusión con un partido ya existente. Considera que la división del movimiento obrero es la razón de más peso en la derrota ante el fascismo, y busca la solución en algo nuevo, evidentemente con él mismo como dirigente. Pero Doriot no consigue abrirse paso como esperaba, y se convierte en un elemento aislado en la extrema izquierda francesa. Su política de lucha contra el comunismo se pone cada vez más de manifiesto, acompañada de una lucha por la paz que aparece en primera fila en su propaganda. Afirma una voluntad de entendimiento con la Alemania nazi.
Esta campaña por la paz marca un giro en la vida política de Doriot. Por ello, abandona la lucha en favor de la reconciliación, y anuncia un enfrentamiento abierto con el Partido Comunista Francés. Esta política señala igualmente el fracaso de la unidad obrera que buscaba. Doriot se encuentra así en una posición frágil, cuya única motivación es el revanchismo. En 1935 sigue siendo un hombre de izquierdas, pero las elecciones de 1936 confirman la situación precaria de Doriot y su pérdida de influencia. Poco después de las elecciones de 1936, Gabriel Leroy-Ladurie, presidente del Banco Worms, entra en contacto con él. Representa a las grandes empresas que desean la destrucción del Frente Popular, y pide a Doriot la formación de un partido político que le ayude en esta maniobra.

## El Partido Popular Francés

### La creación del PPF y su crecimiento

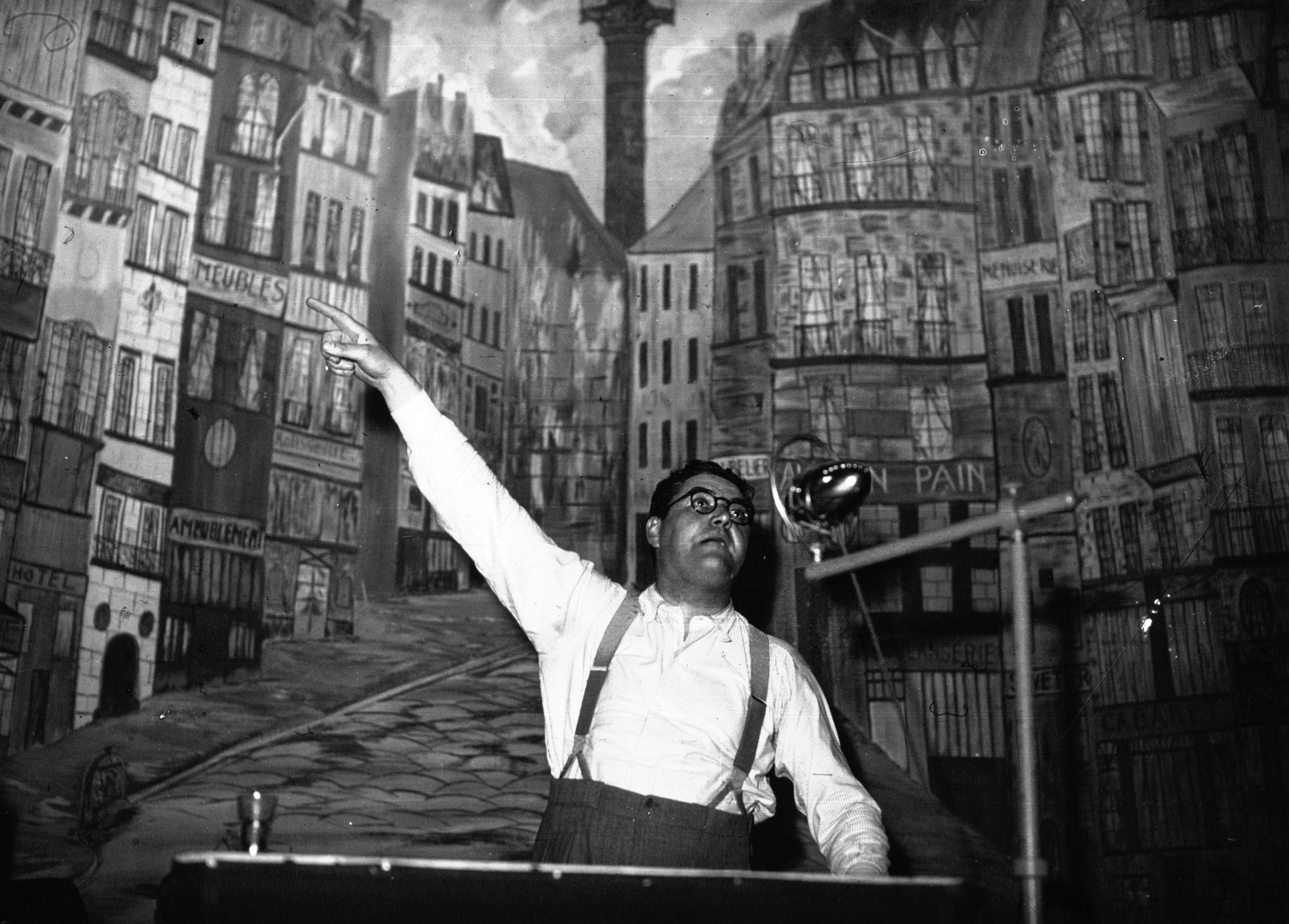
Doriot en 1936

Los historiadores están de acuerdo en que el Parti Populaire Français representa la forma más próxima al fascismo que nunca haya existido en Francia, aunque algunos historiadores van más allá y lo califican como un verdadero partido fascista.
En sus orígenes, en la concepción de su fundador, el Partido Popular Francés (PPF) no era un partido fascista. La fundación del Partido se produce en junio, justo tras las huelgas del movimiento obrero. El 27 y 28 de junio Doriot presenta el PPF a algunos centenares de personas. El Partido se autodefine como de unidad nacional intentando agrupar a todos los franceses, salvo a los dirigentes comunistas, pretendiendo asegurar al país la paz y la independencia. En esta lógica, Doriot no se considera opuesto al Frente Popular.
El programa del nuevo Partido es muy vago, especialmente en lo relativo a las instituciones. El movimiento político de junio provoca el temor de la derecha, lo que beneficia al PPF que recibe en consecuencia el apoyo de algunos diarios de derecha y la militancia de elementos de extrema derecha, amén del apoyo material de una parte de la patronal.
Doriot, para continuar beneficiándose de estos apoyos, pone en su programa político como primer plano la lucha contra el comunismo, manteniendo en segundo plano la lucha contra los conservadores y el gran capital. Sin embargo sigue persiguiendo una unión nacional, con lo que no acaba de permitir al nuevo partido el deslizamiento indefinido a la derecha.
Así, durante su primer año de existencia el PPF mantiene una línea tibia y moderada que persigue el aislamiento del PCF y el acercamiento al poder. La venganza de Doriot sobre el partido que le expulsó sigue pues haciéndose sentir en su política.
Por lo que respecta a las relaciones con los socialistas, se mantienen calmadas. En julio de 1936, Doriot afirma claramente su objetivo: desea alcanzar el poder para proceder a una revolución nacional, presentándose el partido como de un nuevo tipo, siendo a la vez popular, nacional y social.
Respecto de la cuestión del fascismo, podemos preguntarnos por los elementos de naturaleza fascista en la organización del PPF. En primer lugar, hay que hacer notar que el Partido rechaza dotarse de una organización paramilitar, pero obedece sin duda a buscar no confundirse ante la opinión pública imitando a las ligas o a los partidos fascistas. Sin embargo, hay elementos de tipo ceremonial tomados directamente del fascismo: citemos el saludo casi idéntico al saludo romano, el grito «en avant, Jacques Doriot» (adelante, Jacques Doriot), la existencia de una insignia, una bandera, un himno y, sobre todo, de un juramento de fidelidad.
El I Congreso del PPF tiene lugar en noviembre de 1936 e ilustra lo que el partido pretende ser: un partido de unión nacional y un partido popular. Su Comité Central se divide igualmente entre los procedentes de la izquierda, en su mayoría ex comunistas como Doriot, y los de la derecha, los Voluntarios Nacionales pero también los Jóvenes Patriotas y hombres de la monárquica Action Française. Respecto de la política exterior, el pacifismo se mantiene desde el principio como uno de los pilares de la política del PPF: en sus discursos Doriot recuerda su pasado de antiguo combatiente y los horrores de la guerra. El Partido apoya pues los deseos de paz de los franceses y califica al PCF como un "partido belicista". Doriot mantiene en su propaganda que la paz es lo único que puede permitir a Francia reencontrar «su dinamismo, su fuerza, su prestigio». Afirma igualmente que el éxito del PPF es la única solución pacífica que le queda a Francia.
Pero al llegar 1937, Doriot plantea una nueva táctica, que hace deslizarse el partido netamente a la derecha.

### La deriva fascista
Doriot se constituye en defensor de las libertades amenazadas por los comunistas, que recibirían la ayuda de los socialistas: les acusa de impedir el ejercicio de los derechos de expresión y de reunión. Lanza la fórmula del Frente de la Libertad, para llamar a la unión de todos los grupos y partidos políticos que se encuentran entre la extrema derecha y los socialistas.
Pocos responden, pero la nueva postura del PPF convierte al partido en bisagra entre la derecha moderada y la extrema derecha. El Frente de la Libertad obtiene escasas adhesiones, a la vez que el PPF evidencia muestras de agotamiento.
A esta pérdida de velocidad se añade, en mayo de 1937, la revocación de Doriot como alcalde de Saint-Denis, lo que marca un hito en la historia del Partido. Se trata de un expediente administrativo, iniciado por el Ministro del Interior, Dormoy, que saca a la luz varias irregularidades y conduce a dicha revocación. Doriot dimite del Consejo Municipal y pide la convocatoria de nuevas elecciones, pero sufre en ellas una derrota.
Este fracaso es simbólico, ya que implica el regreso de Saint-Denis a manos de los comunistas y demuestra claramente el fracaso de Doriot en atraer a la clase obrera.
Doriot reacciona abandonando su cargo de diputado nacional, lo que implica romper con el último lazo que le vincula a las instituciones. A partir de ahora, la fascistización del partido se acentuará aún más claramente. Los responsables del PPF, como Drieu La Rochelle, Victor Arrighi o Bertrand de Jouvenel esperan que el partido se convierta en el equivalente francés del nazismo. Los doriotistas creen en la necesidad de crear en Francia una nueva élite, como lo son en Alemania o la URSS el NSDAP o el PCUS.
Así, ante el fracaso de la unión nacional, el PPF se transforma: se alinea con los modelos fascistas y acrecienta sus actitudes extremistas. El partido se acerca enormemente a la extrema derecha, llegando hasta la Action Française: Doriot, ante la monarquía, declara que no se opone a esta solución, aunque no está todavía lo bastante «madura».
Un proyecto de totalitarismo fascista se afirma cada vez más, como demuestra el discurso de Doriot en el II Congreso del PPF en marzo de 1938: quiere ver renacer un campesinado fuerte, deplora la proletarización de Francia, y presenta a la familia como la célula fundamental de la nación. Presenta igualmente al nacionalismo como la doctrina primordial del Partido y ambiciona inclusive orquestar un hombre nuevo. Dicho hombre nuevo deberá tener «el gusto del riesgo, la confianza en sí mismo, el sentido del grupo, el gusto por los anhelos colectivos». Doriot elabora una carta del trabajo que emula el modelo de Benito Mussolini.
Las temáticas y los métodos fascistas se han asentado claramente en el Partido y otros indicios atestiguan igualmente su fascistización: cuando Doriot llega en avión y sobrevuela el estadio en el aniversario de la creación del Partido Nazi en junio de 1938 es una copia del aterrizaje de Hitler en Núremberg.
También hay cambios en los temas de la xenofobia, del racismo y del antisemitismo. Así, en el Congreso de marzo de 1938, se discute de la «cuestión judía» en África del Norte. La prensa doriotista expresa también de manera abierta su admiración por los regímenes fascistas, los viajes a Alemania e Italia de los doriotistas se multiplican, y la propaganda se endurece.
En política exterior, el PPF pensaba actuar en un plano de igualdad con los regímenes fascistas de Italia y Alemania, pero ante la pujanza de éstos dicha política se convirtió primeramente en una cooperación pasiva y posteriormente en sumisión.
En efecto, no hay que olvidar que desde su creación el partido manifestaba su pacifismo, y en la primavera de 1938 Doriot organiza una serie de manifestaciones contra la guerra, preconizando la unidad para el mantenimiento de la paz.
Pero en 1938 la pérdida de confianza en el PPF se generaliza: el partido, que no propone una política de conquista, queda falto de dinamismo. Para volver a dotar de atractivo al partido, Doriot evoca el nuevo tema de una misión exterior, la exhortación a ganar algo en el mundo.
Pero esta propuesta, que corresponde de hecho a la dimensión fundamental del fascismo, se presenta como inconsistente y ridícula, y además llega demasiado tarde. 1938 pone de manifiesto la crisis cada vez más pronunciada del PPF, especialmente por la dimisión de varios de sus dirigentes, como Victor Arrighi o Paul Marion.
En 1939, el partido adopta la causa de la tradición nacionalista. Doriot, en sus discursos, deplora la caída de la natalidad, según él causada por el capitalismo liberal y el marxismo. Deplora igualmente en la juventud la pérdida del respeto a la fe, la autoridad, la familia, la nación y la patria.

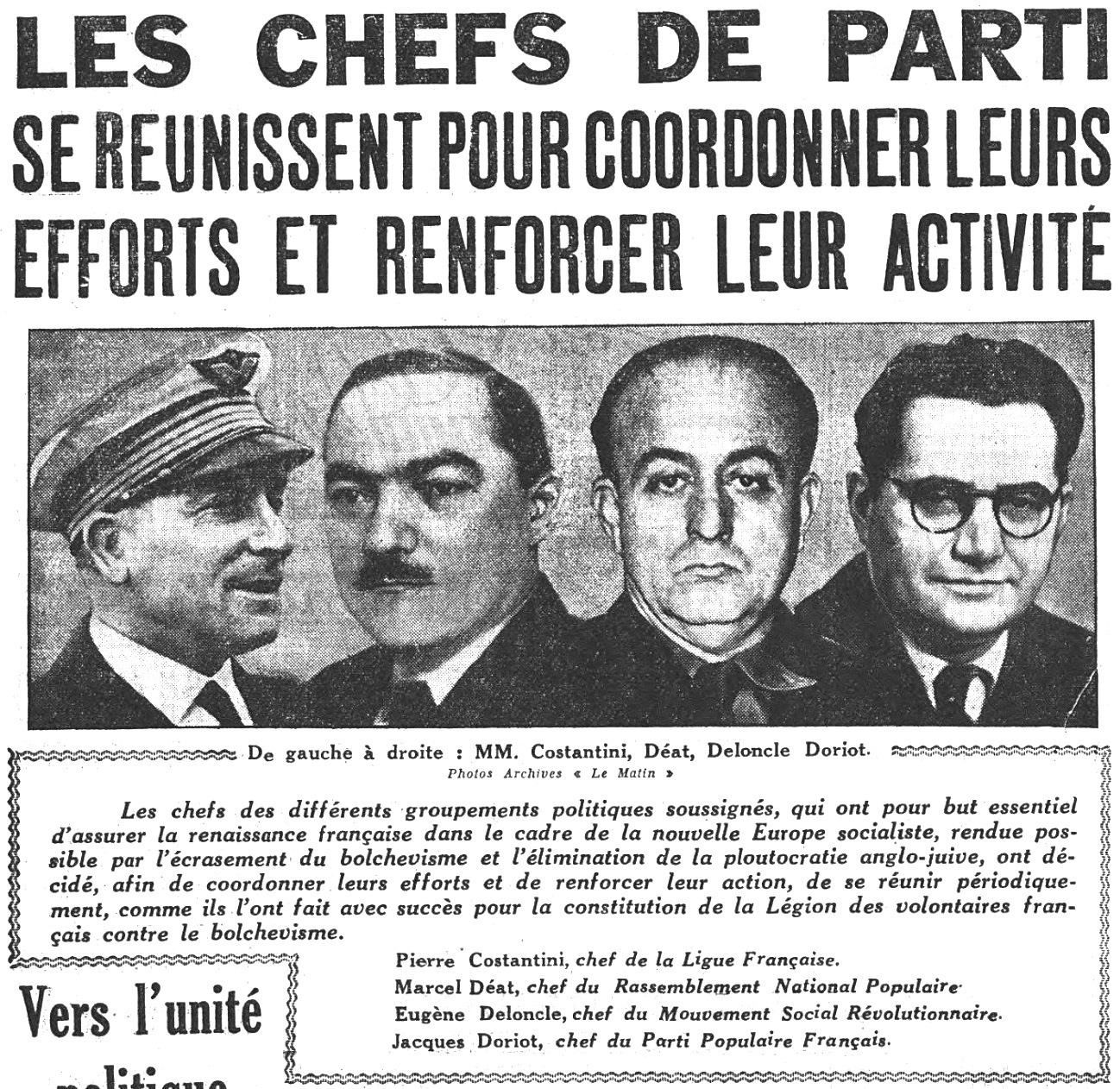
Los líderes de los principales partidos colaboracionistas en 1941: Pierre Costantini (LF), Marcel Déat (RNP), Eugène Deloncle (MSR) y Doriot (PPF).

Este repliegue hacia una línea tradicionalista puede explicarse por el oportunismo y la decepción de Doriot ante el fracaso de su movimiento. El 3 de septiembre de 1939, Francia entra en guerra junto al Reino Unido y Doriot es movilizado. Afirma que el objetivo de los Aliados debe ser suprimir la potencia alemana, pero añade que Stalin es tan enemigo como Hitler. Espera que en la posguerra se instalará el orden nuevo con el que sueña, con un mapa de Europa redibujado en detrimento de Berlín y Moscú.
Tras la derrota de Francia y la firma del armisticio en junio de 1940, Doriot, por un nuevo anhelo de oportunismo, intenta obtener un cargo en el régimen de Vichy, pero es mantenido al margen. Se aproxima a Marcel Déat, con el que construye un proyecto de partido único, pero que no llega a ver la luz.
Vuelve a instalarse en París en 1940, y se dedica a volver a relanzar al PPF, que ha quedado desorganizado tras la ocupación alemana. A mediados de octubre, lanza el diario Le Cri du Peuple, que debe servir para atraer a la clase obrera aprovechando la desaparición de L'Humanité. Sus esfuerzos de reagrupamiento son ineficaces, el PPF no se desarrolla, y a ello se añade la desconfianza de las autoridades alemanas de ocupación.

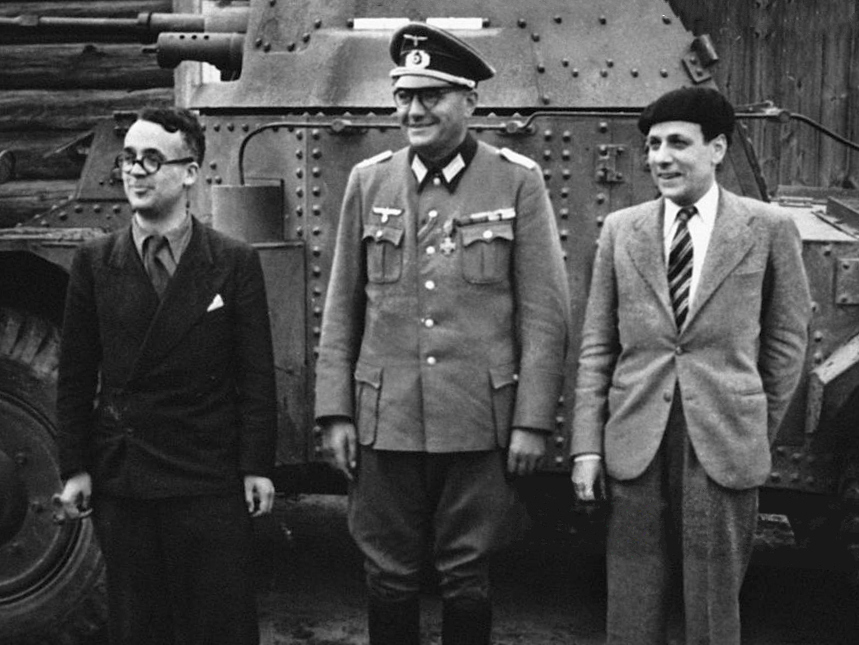
De izquierda a derecha, Robert Brasillach, Jacques Doriot (con uniforme alemán) y Claude Jeantet durante una visita al Frente Oriental en 1943.

Pero poco a poco entra en contacto con los nazis, que le aportan el apoyo y los recursos necesarios para seguir en el empeño. El PPF acentúa así su posición como colaboracionista, poniendo su confianza en la victoria final de Alemania. Doriot se convierte cada vez más en un racista, sin duda para complacer a sus contactos de las SS, y el ataque alemán a la URSS el 22 de junio de 1941 le hace definitivamente integrarse en el bando alemán. Doriot apoya la creación el 8 de julio de 1941 de la LVF, la Légion des Volontaires Françaises que combaten con uniforme alemán. Él mismo llega a alistarse, y efectúa largas estancias en el Frente Oriental, especialmente entre 1943 y 1944.

## Exilio y muerte
Tras el desembarco aliado en Normandía Doriot huye a Alemania. Llegado a Sigmaringen con toda la nebulosa colaboracionista francesa de Vichy, Jacques Doriot era entonces optimista, ya que su partida hacia Alemania era para él una consideración táctica. Según él, las "fuerzas francesas" se habían exiliado en Alemania a fin de recuperar fuerzas ante la inminencia del ataque de los comunistas que, siempre según Doriot, acababan de iniciar su asalto al poder en Francia. El objetivo de Doriot fue desde entonces la creación de un «Estado popular francés», en el cual evidentemente él tendría un papel principal, exento de los vicios de Vichy. Para Doriot, del resultado de esa aventura dependería el regreso de Francia a su condición de potencia europea que pudiera discutir de igual a igual con la Alemania hitleriana. Doriot, Marcel Déat, Bucard y Fernand de Brinon se encontraron con el propio Hitler en diciembre de 1944 para intentar lograr esta ambición.
Todo esto sin embargo aparecía como carente de energía para un Doriot todavía más activista que nunca, a pesar de la huida de los dirigentes colaboracionistas. Así, el 6 de enero de 1945 anuncia la creación de un «Comité de Liberación Francesa», réplica colaboracionista de la empresa gaullista en Inglaterra. Este Comité debía reunir al pequeño mundo de los exiliados de Sigmaringen, asegurando así el poder al jefe del PPF.
Sin embargo, dos de los dirigentes colaboradores se mostraban reticentes: Déat, el eterno rival, y Bucard, siempre en tensas relaciones con Doriot desde que el PPF se había convertido en 1937 en el beneficiario oficial de la ayuda financiera concedida por Benito Mussolini, siendo anteriormente la beneficiaria de dichos fondos la organización de Bucard, el Partido Francista. Acordó una entrevista con Déat el 22 de febrero de 1945, perfilándose el acercamiento entre ambos.
Ese 22 de febrero, Doriot, su chófer y una secretaria del Comité subieron al vehículo del consejero de embajada Struve, ya que el vehículo personal de Doriot estaba averiado. A unos cientos de metros de Mengen, el vehículo fue atacado en picado por aviones de origen desconocido. Doriot, ya alcanzado por una primera ráfaga, intentó abandonar el vehículo, pero no lo hizo lo bastante rápido para evitar ser alcanzado por una segunda ráfaga, ésta mortal. Advertidos por la secretaria milagrosamente indemne, Déat y el fiel lugarteniente de Doriot, Marcel Marshall, llegaron al lugar y sólo pudieron constatar el fallecimiento.
A pesar de numerosas especulaciones, la pertenencia de los aviones a las fuerzas aliadas o a elementos de la Gestapo decididos a desembarazarse de un activista reputado peligroso es todavía hoy día desconocida.
Doriot fue inhumado en el cementerio de Mengen, donde permanece. Hasta fechas recientes, Victor Barthélémy y Marcel Marshall organizaban cada 22 de febrero una ceremonia en memoria de quien fuera su jefe.

## Citas
- « El bolchevismo derrotado creará la Europa unida. »
- Para garantizar su carrera en el seno del Partido Comunista, le doy un consejo de amigo: no tenga nunca razón seis meses antes que los demás (Aparecido dans l'Emancipation en 1936)
- ¡Me burlo de las viejas combinaciones políticas! ¡Me burlo de lo que piensen o puedan pensar las estrategias retrasadas del antiguo régimen! ¡No quiero construir un partido radical, un partido SFIO, una federación republicana! ¡Quiero hacer un partido totalitario! ¡Quiero hacer un partido fascista! (palabras pronunciadas en un discurso del 7 de noviembre de 1942).

## Publicaciones
- L'Armée et la défense du capitalisme, Courbevois, La Cootypographie/Paris, Librairie de l’Humanité, « Bibliothèque des jeunes communistes», 1924.
- (et Marcel Cachin), Contre le plan Dawes et la trahison socialiste, pour la reconnaissance des Soviets. Discours prononcés à la Chambre des députés, les 22 et 23 août 1924, préface de Paul Marion, Paris, Parti communiste français (S.F.I.C.), « Les Cahiers du militant», 1924.
- Le Militarisme français à l'oeuvre au Maroc. Un document sensationnel, Paris, Librairie de l’Humanité, 1925.
- (et Marcel Cachin), Pour la défense de l'Union soviétique. Discours de Marcel Cachin à la Chambre des députés, séance du 6 de noviembre de 1930. Contre le plan Young et les traités d'esclavage. Discours de J. Doriot à la Chambre des députés, séance du 13 de noviembre de 1930, Paris, Bureaux d’éditions, « Le Parti communiste et la politique étrangère», 1930.
- La Syrie aux Syriens ! Discours prononcé par Doriot, à la Chambre des députés, le 20 décembre 1925, Paris, Georges Daugon-Librairie de l’Humanité, 1926.
- Les Colonies et le Communisme, Paris, Montaigne-Aubier, 1929.
- Les Communistes et le Chômage, Paris, Bureau d’éditions, 1932.
- Tu veux la paix, ouvrier socialiste, Paris, Bureau d’éditions, 1932.
- Journée de sept heures avec salaire de huit heures, Paris, Bureau d’éditions, 1932.
- Les Soviets veulent la paix. Discours prononcé à la Chambre des députés le 17 mai 1933, préface de Marcel Cachin, Paris, Les Publications révolutionnaires, 1933.
- La France ne sera pas un pays d'esclaves, Paris, Les Œuvres françaises, 1936.
- Toutes les preuves. C'est Moscou qui paie, Paris, Flammarion, 1937.
- Le ″Front de la Liberté″ face au communisme, Paris, Flammarion, 1937.
- « Préface», Paul Guitard, La France retrouvée, Paris, Les Œuvres françaises, 1937.
- « Préface», Simon Sabiani, Colère du peuple, Paris, Les Œuvres françaises, 1937.
- La France avec nous!, Paris, Flammarion, 1937.
- Refaire la France, Paris, Grasset, 1938.
- L'Agonie du communisme. Discours prononcé à Lyon le 22 juin 1941 [au Congrès du Parti populaire français], Paris, Imprimerie Curial-Archereau, 1941.
- Je suis un homme du Maréchal, Paris, Grasset, 1941.
- La Légion des volontaires français contre le bolchevisme au combat. Discours prononcé le 1.er février 1942 au Palais des sports, Paris, Imprimerie du P.P.F., 1942.
- La France est Gaulliste? Non ! Regardez..., Paris, Bureau central de Presse du P.P.F., 1942.
- Le Mouvement et les hommes, Paris, Éditions de France, « Les Temps nouveaux», 1942.
- Réalités, Paris, Éditions de France, « Les Temps nouveaux», 1942.
- Le Destin français, Paris, Imprimerie du P.P.F., 1944.
- « Préface», Le Code du travail et la Défense des jeunes ouvriers, Paris, sans date.
- « Préface», Les Communistes de Saint-Denis et les évènements du 6 au 12 février, Paris, sans date.

Periódicos
Le Cri du peuple (1940-1944). Diario de París. Director: Jacques Doriot; redactor jefe: Henri Labre.